# Epimelitta lestradei
Epimelitta lestradei là một loài bọ cánh cứng trong họ Cerambycidae.